# Starobéixeve
Starobéixeve (en ucraïnès Старобешеве i en rus Старобешево, Starobéixevo) és una ciutat situada al districte de Starobéixeve de l'óblast de Donetsk a Ucraïna, actualment a la zona de l'anomenada República Popular de Donetsk a Russia.

## Història
Fundada 1779, amb el nom de Béixeve (del tàtar beş ev "cinc cases"). Els primers habitants van ser colons d'origen grec, procedents de Crimea. A partir de 1886 va ser inclosa amb altres colònies gregues en el vólost de Bogatyrska, de la província de Mariupol. Des de 1896 se li va conèixer com a Starobéixeve, per diferenciar-la de Novobéixeve. En 1918 va ser ocupada pels exèrcits alemany i austrohongarès i després per l'exèrcit blanc. Des de 1920 va ser part de la República Socialista Soviètica d'Ucraïna i des de desembre 1991 de la República d'Ucraïna independent.

## Demografia
| 1959  | 1970  | 1979  | 1989  | 2001  | 2014  |
| ----- | ----- | ----- | ----- | ----- | ----- |
| 5.762 | 6.906 | 7.986 | 7.649 | 7.184 | 6.293 |

Segons el cens de 2001, la llengua materna és el rus pel 93,59% de la població i l'ucraïnès pel 5,90%.